# Memoriais às vítimas da KGB

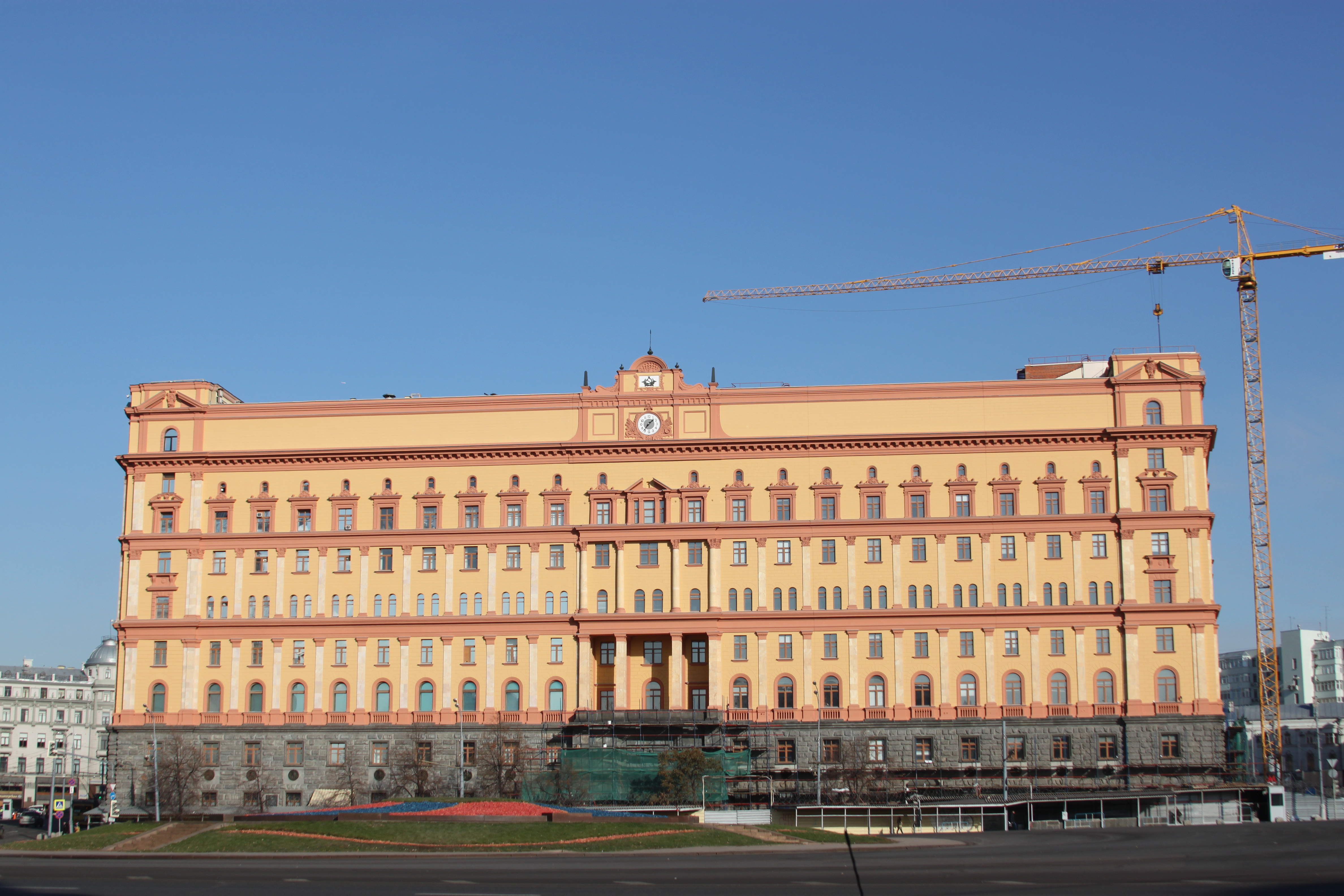
A temida Lubyanka, a sede da KGB em Moscou. O prédio atualmente contém uma ala memorial ao período soviético.

Memoriais às vítimas da KGB foram erguidos em vários países que foram ocupados pela União Soviética, muitas vezes em antigas prisões da KGB, para documentar as repressões da polícia secreta soviética e homenagear suas vítimas. Alguns têm a forma de monumentos em locais de prisões da KGB ou locais de execução, outros são museus e centros de documentação.

## Armênia
Em Yerevan, o grande Memorial Cascade é dedicado às vítimas da repressão soviética nas décadas de 1930 e 1940, com uma grande laje memorial no centro com uma inscrição do poeta Yeghishe Charents, que morreu em uma prisão soviética em 1937. As obras do memorial começaram nos anos soviéticos e foram concluídas em 2008. Embora seja grande e esteja localizado em um local de destaque, pesquisas documentaram que o Memorial Cascade não é amplamente conhecido na Armênia.

## Estônia
O Museu das Celas da KGB em Tartu está situado na "casa cinza", que nas décadas de 1940 e 1950 abrigou o Centro Sul da Estônia da NKVD/KGB. O subsolo com as celas dos prisioneiros é aberto para visitação. Parte das celas e do corredor do subsolo foram restaurados.

## Lituânia
O Museu das Vítimas do Genocídio foi criado em Vilnius em 14 de outubro de 1992, na antiga sede da KGB (que foi usada pela Gestapo durante a ocupação nazista). O edifício também abriga o Arquivo Especial Lituano, onde são mantidos documentos do antigo arquivo da KGB.

## Letônia
"A Porta Negra", um memorial no antigo prédio da KGB na Rua Stabu em Riga, foi inaugurado em 2003. O memorial, projetado pelo artista Glebs Pantelejevs, é uma porta de aço entreaberta e uma placa comemorativa.

## Alemanha
Um memorial e centro de exposições (em alemão:  Gedenk‑und Begegnungsstätte) foi criado na antiga prisão da KGB em Potsdam. Inicialmente usada para interrogar supostos espiões ocidentais, alguns dos quais foram executados, a prisão posteriormente abrigou principalmente soldados soviéticos que haviam sido presos por motim, deserção ou atividade antissoviética.